# Nacopa bistrigata
Nacopa bistrigata är en fjärilsart som beskrevs av Barnes och Mcdunnough 1918. Nacopa bistrigata ingår i släktet Nacopa och familjen nattflyn. Inga underarter finns listade i Catalogue of Life.